# 叶欣 (画家)

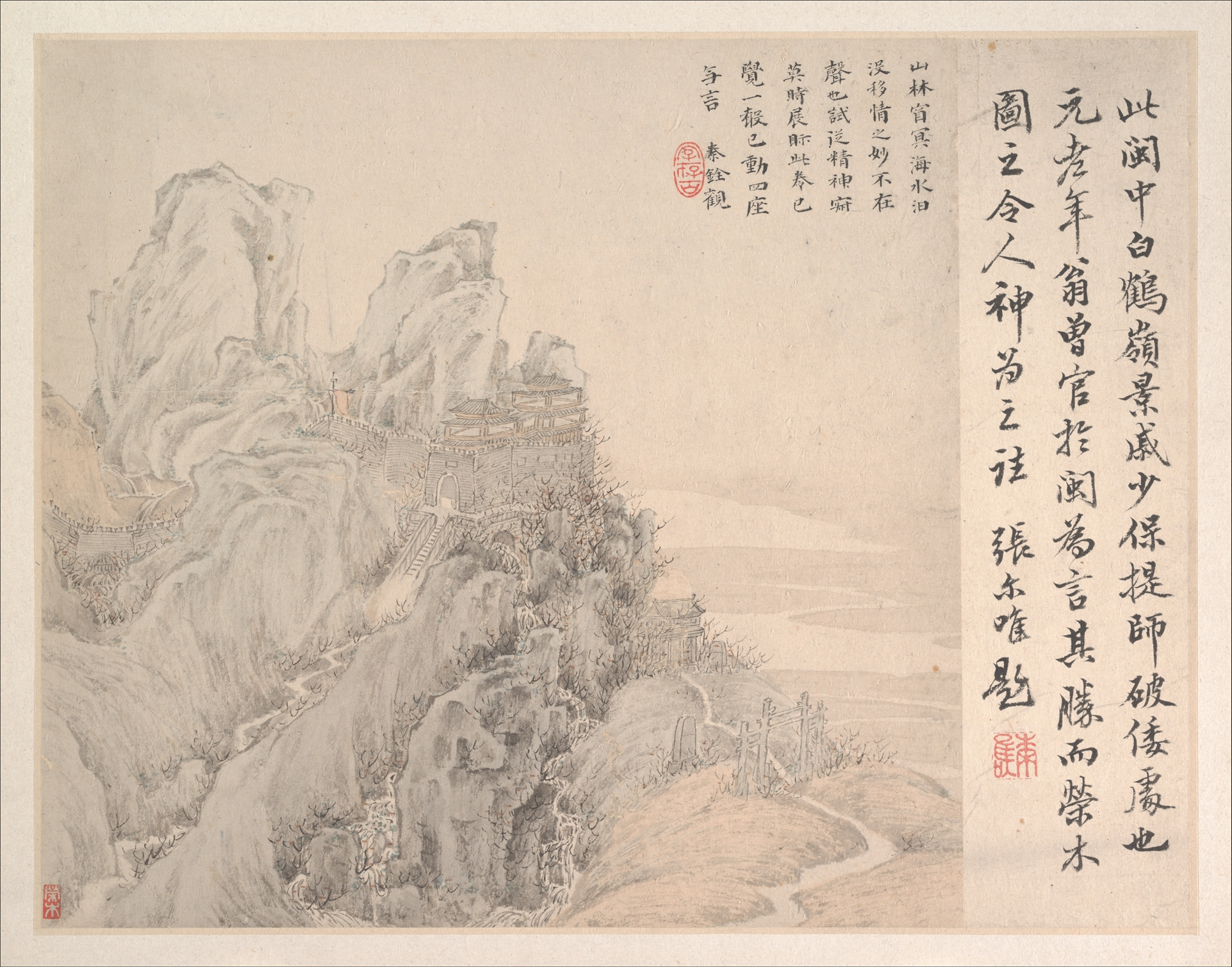
叶欣绘《白鹤岭图》（美国大都会艺术博物馆藏）

叶欣（?—?），字榮木，江蘇省松江府華亭縣人，清朝風景畫畫家，金陵八家之一。后叶欣移居南京。其传世作品有《矶边帆影图》、《春晓》、《桃花书屋图》、《葛洪移居图》、《山水》、《鹤舞千年树图》等。